# BBCロンドンニュース
『BBCロンドンニュース』（BBC London News）（画面上では「BBCロンドン（BBC London）」）は、イギリス・グレーター・ロンドン、サリー、イースト・バークシャーが対象の英国放送協会（BBC）の地域テレビニュース番組。同地域のライバル番組は、ニュース制作会社のITNがITVロンドン向けに制作している『ITVニュース ロンドン』。
『BBCロンドンニュース』は、ロンドンとその周辺地域のBBC Oneで週7日放送され、『BBCブレックファスト』では3分間、『BBC News at One』と『BBC News at Ten』では15分間放送されている。メイン版は、『BBC News at Six』の後、18:30から19:00まで放送され、通常はリズ・ラティーフが担当している。週末版は土・日曜日の夜に放送される。ラティーフは、2006年3月にBBC News ChannelとBBC Twoの『ニュースナイト』を担当するために去ったエミリー・メイトリスの後任として、メイン版の主要プレゼンターとなった。
ケイト・キンセラまたはエリザベス・リッツィーニのいずれかが担当する天気予報も含まれている。平日夕方の天気予報は、通常、BBCブロードキャスティングハウスの屋上、または番組冒頭の中継場所から放送される。その他の予報は、主に『BBCロンドンニュース』のスタジオまたはBBCウェザースタジオ内から伝えている。
元々はメアリルボーン・ハイ・ストリートのスタジオから放送されていたが、2013年1月に新築のブロードキャスティングハウスのエグトン・ウィングに移った。その後、エグトン・ウィングは「ジョン・ピール・ウィング」に改名された。

## 歴史
当番組は2001年10月1日に『BBC LDN』として開始した。BBCのサウス・イースト地域の大規模再編成の後、ロンドン地域は分割されて独自の独立した地域を形成した。以前の番組『ニュースルーム・サウス・イースト』は、特定地域が他地域のニュース番組を受信するように切り替えられたため、その報道が徐々に減少していた。サウス・イースト地域向けの新番組『サウス・イースト・トゥデイ』の開始に続いて、『ニュースルーム・サウス・イースト』は、『BBCロンドンニュース』に変わるまでしばらくの間、ロンドン地域のみに効果的に放送されていた。
計画段階の番組名は「ロンドンライブ」で、当時はロンドン地域のBBCのラジオ放送の名前でもあった。タイトルはランビーネアンのデザイン代理店によって制作されたが、テレビ画面に表示されることはなかった。
最終的に正式タイトルは「BBCロンドン」となったが、プレゼンターは常に「BBCロンドンニュース」と呼称し、元々のタイトルは「BBC LDN」（「ロンドン（LONDON）」の略）だった。 
BBCロンドンの番組が放送するために形成されたエリアは、現在、はるかに厳密に定義されたエリア、主にグレーター・ロンドンをカバーしているが、イングランド東部地域のベッドフォードシャー、エセックス、ハートフォードシャーの一部と、バークシャー、バッキンガムシャー、ハンプシャー、ケントの一部、南東イングランド地域のオックスフォードシャー、サリー、サセックスが含まれている。また、イングランドのこの地域の他のBBC地域の編集領域との重複もある。オックスフォードシャー、バッキンガムシャー、ウィルトシャー、ノーサンプトンシャー、バークシャー、グロスタシャーの一部は現在、『サウス・トゥディ』として分離しているが、ケントとイースト・サセックス（2001年以来）のほとんどは、タンブリッジ・ウェルズが拠点で、『サウス・イースト・トゥディ』を制作しているBBCサウス・イースト地域がカバーしている。
2020年に、『BBCロンドンニュース』平日昼間版が『サウス・イースト・トゥデイ』と統合され、タンブリッジ・ウェルズの『サウス・イースト・トゥデイ』制作チームが担当する『BBCロンドン・アンド・サウス・イースト』として、新型コロナウイルス感染症（COVID-19）の最新情報を伝えた。他時間帯のニュース番組は、2地域間で分離されたままである。

## 衛星放送
イギリス国内（およびヨーロッパ）全体で、衛星サービスのBBCイギリス地域テレビのスカイUK974チャンネルで視聴できる。

## 出演者

### ニュース
- ビクトリア・ホリンズ（英語版）
- アサド・アマド（英語版）
- クリス・ロジャース (ジャーナリスト)（英語版）
- ロブ・スミス (ジャーナリスト)（英語版）（昼間版担当）
- ナタリー・グラハム（昼間版担当）
- リンダ・ハーディ
- ロッティ・エドワーズ
- スティーブン・ライオン

### 天気予報
- ジョージナ・バーネット（英語版）
- マット・テイラー (気象学者)（英語版）
- ジョン・ハモンド (気象予報士)（英語版）